# Hé, Arnold! – A Dzsungel film
A Hé, Arnold! – A dzsungelfilm (eredeti cím: Hey Arnold!: The Jungle Movie) 2017-ben bemutatott amerikai 2D-s számítógépes animációs kalandfilm, amelyet Raymie Muzquiz rendezett.
Amerikában 2017. november 24-én, Magyarországon 2018. július 8-án a Nickelodeonon mutatták be a televízióban.
Craig Bartlett nagy sikerű Hé, Arnold! című rajzfilmsorozatának lezárása is egyben. A 2002-ben bemutatott, A napló című epizódot egy mozifilm követte, mely nem a tervezett lezárás volt, hanem egy teljesen önálló történet – annak elkészülése közel másfél évtizedig kérdéses volt. A film választ ad a sorozatban nyitva maradt összes kérdésre, többek között Arnold szüleinek hollétére.

## Cselekmény
Arnold feltett szándéka, hogy San Lorenzóba utazzon, és megtalálja a szüleit. Ő és Gerald egy jótéteményről szóló filmet szeretnének forgatni az ötödik osztály végén, mert a videóval megnyerhetik az utat Közép-Amerikába. A Majomemberrel szeretnék elkészíteni, de csúfos kudarcot vallanak. Helga, aki még mindig szerelmes Arnoldba, látván ezt, felhasználva azokat a videókat, amiket az évek során készített Arnold jótetteiről, készít egy saját filmet. Egy meglepetésbulin be is mutatják Arnoldnak. Mr. Simmons, az osztályfőnökük elárulja, hogy a film elnyerte a fődíjat, és így az egész osztály San Lorenzóba utazhat, és velük tart Helga nővére, Olga is.
A repülőre felszökik Arnold házimalaca, Abner is. San Lorenzóba érkezve a szülei régi barátja, Eduardo várja őket. Hajóra szállnak, ahol négyszemközt megegyeznek arról, hogy segít megtalálni a szüleit, majd egy amulettet ad át neki – állítása szerint ez majd elvezeti a zöld szemű emberekhez, ahol megtalálhatja őket is. Aznap este Helga megpróbálja megvallani az érzéseit Arnoldnak, de kalózok támadnak rájuk.
Később a táborban Eduardo leleplezi magát: ő igazából Lasombra, aki csak álcázta magát, hogy csapdába csalhassa őket. Maga a nyereményjáték is egy csapda volt, amit azért eszelt ki, hogy Arnold eljöhessen megkeresni a szüleit. Fogságba ejtik őket, de Gerald és Helga kiszabadulnak. Megmentik Arnoldot, és elhatározzák, hogy Arnold apjának naplójának segítségével megkeresik őket. Nem sejtik, hogy Lasombra számolt ezzel: az amulettbe egy nyomkövető van beépítve.
Arnold és a többiek végül számos csapdát kikerülve eljutnak az elveszett városba, akárcsak Lasombra, aki elveszíti emberei nagy részét. A várost csak gyerekek lakják. Eközben Abner hazajut, így Phil nagypapa és Gertie nagymama megtudják, hogy a gyerekek veszélyben vannak. Ők, valamint Big Bob és Miriam egy magángéppel elindulnak San Lorenzóba.
Az elveszett városban Arnoldot istenként tisztelik. Azt várják tőle, hogy segítsen egy szoborból megszerezni a kincset, ami nem más, mint a felnőtteket 9 éve varázsa alatt tartó álomkór ellenszere. A kincs nem más, mint a La Corazón, egy szív alakú, igen értékes ereklye. Közben Lasombra utoléri őket, elrabolja Arnoldot és a szobrot is magával viszi. Lasombra arra kényszeríti Arnoldot, hogy nyissa ki a szobrot az amulettel. Ezt meg is teszi, de amikor Lasombra el akarja orozni a tartalmát, egy mérgezett nyílvessző-csapda fejen találja és lezuhan a sziklákról. Ezután megmutatkozik az igazi Eduardo: ők voltak azok az állítólagos kalózok, akik valójában csak meg akarták menteni a fiatalokat. Lasombra még vissza tud mászni a sziklákon, mielőtt meghalna, de vele együtt a keresett kincs is lezuhan.
A csapat visszamegy a városba, ahol megtalálják Arnold szüleit: Miles-t és Stellát, de mindketten az álomkór hatása alatt állnak. A kincs helyett Helga a medálját használja fel, amelyben Arnold fényképe van, így végre hozzáférnek az ellenszerhez. Mindenki magához tér, így találkozhatnak a gyerekek a szüleikkel, ahogy Arnold is. Arnold ekkor döbben rá mély érzéseire Helga iránt, és csókolóznak, míg Gerald, Miles, és Stella meg nem zavarják őket.
Néhány hónappal később az élet éppen olyannak tűnik, mint korábban volt – csak éppen Arnold szülei is ott vannak a panzióban és reggelit készítenek. A hatodik osztály első napjára készülnek éppen: Gerald és Phoebe egy pár, ahogy elvileg Arnold és Helga is, bár Helga a külvilág felé még mindig az ellenségességét mutatja.

## Szereplők
| Szereplő                       | Eredeti hang                  | Magyar hang                                                    |
| ------------------------------ | ----------------------------- | -------------------------------------------------------------- |
| Arnold Shortman                | Mason Vale Cotton             | Szalai Csongor Dominik                                         |
| Gerald Johanssen               | Benjamin Flores Jr.           | Tóth Márk                                                      |
| Helga Pataki                   | Francesca Marie Smith         | Dögei Éva                                                      |
| Phil nagypapa                  | Dan Castellaneta              | Forgács Gábor                                                  |
| Gertrude nagymama              | Tress MacNeille               | Bessenyei Emma                                                 |
| Hajléktalan nő                 | Tress MacNeille               | Göbölös Krisztina                                              |
| Phoebe Heyerdahl               | Anndi McAfee                  | Molnár Ilona                                                   |
| Harold Berman                  | Justin Shenkarow              | Simonyi Balázs                                                 |
| Rhonda Wellington Lloyd        | Olivia Hack                   | Győrfi Laura                                                   |
| Jenci Horowitz                 | Gavin Lewis                   | Császár András                                                 |
| Sid Patterson                  | Aiden Lewandowski             | Baráth István                                                  |
| Stinky Peterson                | Jet Jurgensmeyer              | Markovics Tamás                                                |
| Nadine Lowenthal               | Laya Hayes                    | Gyarmati Laura                                                 |
| Thaddeus "Fürtös" Gammelthorpe | Nicolas Cantu                 | Hamvas Dániel                                                  |
| Mr. Simmons                    | Dan Butler                    | Megyeri János                                                  |
| Big Bob Pataki                 | Maurice LaMarche              | Áron László                                                    |
| Hajléktalan férfi              | Maurice LaMarche              | Gardi Tamás                                                    |
| Miriam Pataki                  | Kath Soucie                   | Erdős Borcsa                                                   |
| Olga Pataki                    | Nika Futterman                | Csondor Kata                                                   |
| Miles Shortman                 | Craig Bartlett                | Seder Gábor                                                    |
| Abner                          | Craig Bartlett                | TBA                                                            |
| Majomember                     | Craig Bartlett                | Karácsonyi Zoltán                                              |
| Béni                           | Craig Bartlett                | Szabó Andor                                                    |
| Stella Shortman                | Antoinette Stella             | Bálint Adrienn                                                 |
| Eduardo                        | Carlos Alazraqui              | Kassai Károly                                                  |
| Ernie                          | Dom Irrera                    | Imre István                                                    |
| Oskar Kokoshka                 | Wally Wingert                 | Koncz István                                                   |
| Mr. Hyunh                      | Wally Wingert                 | Szokol Péter                                                   |
| Dino Spumoni                   | Rick Corso                    | Bognár Zsolt                                                   |
| Lépcsős kölyök                 | Danny Cooksey                 | Kisfalusi Lehel                                                |
| Dagadt Patty                   | Danielle Judovits             |                                                                |
| Wittenberg edző                | James Belushi                 | Várkonyi András                                                |
| Galambember                    | Stephen Stanton               | Németh Gábor                                                   |
| Cse                            | Lane Toran                    | Vámos Mónika                                                   |
| Paulo                          | Jamil Walker Smith            | Száday Gergely                                                 |
| Királynő                       | Hope Levy                     | Pauwlik Gréta                                                  |
| Lasombra                       | Alfred Molina                 | Galbenisz Tomasz                                               |
| Őrök                           | Lane Toran Jamil Walker Smith | Gardi Tamás Szentirmai Zsolt Hám Bertalan Németh Attila István |

### Magyar változat
- Magyar szöveg: Fék András

A szinkront az SDI Media Hungary készítette.

## Készítésének körülményei
1998-ban a Hé, Arnold! negyedik évadát is megrendelte a Nickelodeon, egyben felkérte Craig Bartlettet, hogy készítsen két egész estés filmet is. Egyet házimozis forgalmazásra, televíziós bemutatással, egyet pedig a mozik számára. A felkérésben rejlő lehetőséget kihasználva Bartlett úgy döntött, hogy A szülők napja című epizódban felvetett nagy kérdésre adja meg a választ, azaz mi lett Miles-szal és Stellával, Arnold szüleivel. Ezt az ötletet kezdték el Hé, Arnold! – a dzsungelfilm néven emlegetni. 2001-ben aztán a Nickelodeon váratlanul úgy döntött, hogy az addig Arnold megmenti a lakótelepet munkacímen létező történetből legyen mozifilm; így került 2002-ben mozikba a Hé, Arnold! – A film. A dzsungelfilm mozikba kerülése is napirenden volt, ezért felkérték Bartlettet, hogy készítsen a sorozathoz egy olyan epizódot, amely felvezeti a film történetét. Ez lett A napló, melyben Arnold megtalálja szülei naplóját, melyből kiderül egy s más az életükkel kapcsolatban, és az is, hogy hol lehetnek most. Az epizód a sorozat fináléja is lett egyben 2002. november 11-én, noha pár részt, melyek korábban készültek el, még később is leadtak.
Miután azonban a Hé, Arnold! – A film pénzügyi szempontból bukás lett, a Nickelodeon leállította a második film készületeit, befejezetlenül hagyva az egész sorozatot. Viszont még mindig számoltak azzal, hogy esetleg folytatják a sorozatot, ezért olyan szerződést akartak aláíratni Bartlettel, hogy csak nekik dolgozzon a közeljövőben is. Ezzel ő nem élt, mert akkor már a Party Wagon című rövidfilmet készítette a Cartoon Network részére, így elhagyta a csatornát.
Az évek során számos információt osztott meg a rajongókkal a cselekményt, a szereplőket, és a részleteket illetően, de teljesen sosem fedte fel a forgatókönyvet, remélve, hogy egyszer mégis megcsinálhatja a filmet. 2009-ben a rajongók petíciót indítottak a film elkészítése érdekében, mely 2011-ben került először reális közelségbe. Ugyanis ekkor került vissza a rajzfilm a csatornára, és rengeteg nézője volt, ráadásul Bartlett a Sky Rat című sorozat révén ismét a Nickelodeonnak dolgozott. Eleinte arról volt szól, hogy új epizódok készülhetnének, majd 2014 végén bejelentették, hogy komolyan fontolgatják a dzsungelfilm elkészítésének lehetőségét. 2016-ban aztán hivatalosan is bejelentették, 2017-es premier-dátummal, azzal a különbséggel, hogy nem mozifilm, hanem tévéfilm formájában készült el.

### Forgatókönyv
Bartlett szerint a film forgatókönyve már elkészült 1998 és 2001 között, amit Steve Vikstennel és Jonathan Greenberggel közösen írt. Legalább hat-hét vázlat készült sőt még egy kezdetleges jelenetet is leanimáltak. Néhány információt is elhintett, mint például hogy kiderül végre Arnold vezetékneve, illetve hogy A napló című epizód végén látott térképe még mindig megvan. Állítása szerint a film főellensége, La Sombra a La Corazón nevű értékes drágakövet keresi, amely a zöld szemű emberek szent kegytárgya (ezeknek az embereknek segített Miles és Stella). A film egyben a Hé, Arnold! – A film folytatása is, így Arnold és Helga kapcsolatáról is új információkat tudhatunk meg – hiszen a film végén Helga megcsókolta Arnoldot. Az, hogy mi lesz Arnold sorsa, nem volt mindig egyértelmű: egy 2004-es interjúban még azt állította, hogy San Lorenzóban maradna a szüleivel, míg 2007-ben már az ellenkezőjét állította. A film két évvel a sorozat utolsó epizódja után játszódik, ez azt jelenti, hogy minden szereplő két évvel idősebb lett, így a hatodik osztályba járnak.